# Compagnie (krijgsmacht)

Grafische voorstelling van een infanteriecompagnie op een militaire kaart volgens APP-6A, de NAVO-conventie

Een compagnie (vroeger: vendel, meervoud vendelen of vendels) is een legeronderdeel van 100 tot 150 manschappen. Vier of meer compagnieën, samen met een stafcompagnie, vormen een bataljon. Een compagnie is onderverdeeld in verschillende pelotons.
In de 16e en 17e eeuw waren compagnieën de basiseenheid, die werden samengevoegd tot gevechtseenheden; elke compagnie had een vaandel en werd daarom ook wel 'vendel' genoemd. Aan het hoofd stond de kapitein, met daaronder één of meer luitenants. Elke compagnie bestond uit twee pelotons, elk peloton uit twee secties en elke sectie uit twee escouades, die onder de leiding van een korporaal stonden.
Heden ten dage staat aan het hoofd van een compagnie doorgaans een majoor of kapitein.

## Compagnie binnen het Korps Mariniers
Ook in de organisatiestructuur van het Korps Mariniers bestaan compagnieën. Infanteriecompagnieën van het Korps Mariniers zijn onderverdeeld in pelotons. In feite bestaat zo'n compagnie uit vier onderdelen.
- Compagniestaf:
  - A. Algehele leiding
    - Compagniecommandant (MAJMARNS)
    - Opvolgend compagnieommandant (KAPTMARNS)
    - Compagniesergeant-majoor (CSM) (AOOMARN)
    - Compagnieschrijver (MARINIER)

  - B Verbindingsgroep
    - Onderofficier van verbindingen (SGTMARN)
    - Korporaal der mariniers (KPLMARN) (KPLMARN)
    - 2 mariniers (MARINIERS)

  - C Bevoorradingsgroep
    - Onderofficier van bevoorrading (SMJRMARN)
    - Korporaal der Mariniers (KPLMARN) (KPLMARN)
    - 2 mariniers (MARINIERS)
- 3 Infanteriepelotons

Daarnaast zijn er diverse specialistische compagnieën, zoals: mortiercompagnie, transportcompagnie, geneeskundige compagnie en logistieke compagnie. Vanwege hun specialistische werk en taak hebben deze een afwijkende organisatiestructuur.
Infanteriecompagnieën kunnen uitgebreid worden met specialistische groepen of secties vanuit andere, eventueel specialistische compagnieën en pelotons. Infanteriecompagnieën kunnen zelf toegevoegd worden aan andere compagnieën of bataljons. Deze uitbreidingen en toevoegingen van secties, groepen, pelotons of compagnieën worden gedaan om te kunnen voldoen aan veeleisende en veelzijdige taken en opdrachten van het Korps Mariniers.

## Belgisch leger
Bij het Belgische Ministerie van Defensie is compagnie (Cie) een militaire eenheid onder leiding van de compagniesstaf, bestaande uit de compagniescommandant en de Compagnie Sergeant-Majoor (CSM). Een Cie is meestal een onderdeel van een bataljon/Wing of een regiment (Rgt) of Groepering (Gp) op bataljonsniveau. Bij het artilleriewapen spreekt men over een batterij (BIJ), bij het lichte vliegwezen over een eskadrie, bij het cavaleriewapen over een eskadron (Esk) en bij de luchtmacht over een smaldeel.
- Compagnie :
  - Compagniesstaf :
    - Compagniescommandant;
    - Compagnie Sergeant-Majoor

  - VIER Pelotons